# راکوپس، بوتسوانا
راکوپس (به انگلیسی: Rakops) شهری در ناحیهٔ مرکزی کشور بوتسوانا است که در سال ۲۰۰۰ میلادی ۶٬۱۲۴ نفر جمعیت داشته که از این تعداد، ۲٬۸۱۴ نفر مرد و ۳٬۳۱۰ نفر زن بوده‌اند.